# Odense Studenterradio
Odense Studenterradio er en lokalradiostation, som drives af frivillige studerende fra hele Odense. Radiostationen blev oprettet den 7. marts 1996.